# La mort de Venise
La mort de Venise è un cortometraggio del 2013 diretto da Jean-Marie Straub inserito all'interno di un film collettivo, Venice 70: Future Reloaded, commissionato dal Festival del cinema di Venezia e costituito da settanta cortometraggi diretti da diversi autori sul cinema e il suo futuro.